# Brisinga bengalensis
Brisinga bengalensis är en sjöstjärneart som beskrevs av James Wood-Mason och Alcock 1891. Brisinga bengalensis ingår i släktet Brisinga och familjen Brisingidae.
Artens utbredningsområde är Bengaliska viken. Inga underarter finns listade i Catalogue of Life.